# 김승일 (성악가)
김승일(1977년 ~ )은 대한민국의 테너 성악가이다. 2010년 12월 4일 SBS 《놀라운대회 스타킹》 192회 '기적의 목청킹 선발대회'에 출연한 것을 계기로 데뷔하였다.

## 생애
경기도 수원시에서 태어난 그는 1996년 삼일상업고등학교를 졸업하고 한양대학교 성악과에 입학, 대한민국 해군 군악대로 복무하면서 호국가요제 대상을 수상하기도 하였으나, 군 전역 후 뒷바라지하던 어머니의 죽음에 따른 죄책감과 어려운 가정형편으로 인해 2001년 학교를 자퇴하였다. 이후 10년간 성악을 떠나 택배기사, 야식배달 일을 하며 힘든 생활을 하였으나, 노래에 대한 꿈을 버리지 못하던 중 7년째 함께 일하던 야식집 사장의 제보로 2010년 12월 SBS 《놀라운대회 스타킹》에 출연하였다. '노래하는 배달부'라는 감동적인 사연과 '성악적 재능'이 시청자에게 알려지면서 방송 직후 시청자 게시판에 시청자 의견이 폭주하였고, 그의 미니홈피에는 일시에 7만명이 방문하는 등 큰 반향을 불러일으켰다. 이후 SBS 기적의 목청킹 프로젝트를 통해 성악가 배재철을 멘토로 레슨을 받았고, 경기도 문화의 전당에서 '내 생애 첫 번째 공연'을 개최하였다. 이후 많은 사람들의 응원과 도움을 바탕으로 본격적으로 다시 성악을 시작하게 되었다. 2012년 3월 한양대학교 성악과 2학년에 복학하였으며, 이후 '한국의 폴포츠', '야식배달테너 김승일'로 불리며 테너로서 활발한 연주 활동을 하고 있다. 2011년부터 일본, 미국, 캐나다, 호주 등 전 세계를 누비며 성악가로 활발한 활동을 하고 있다.
2012년 9월 생애 첫 정규 1집 앨범 '마이 스토리(My Story)'를 출시하였다. 음반은 출시와 동시에 인터파크 클래식 부문 1위에 랭크되었다. 2014년 5월 31일 한양대학교 음악대학 동창생인 작곡가 강유미와 결혼하였다.

## 약력
- 1996년 3월 - 한양대 성악과 입학
- 1997년 ~ 1999년 9월 - 해군 군악대 만기 전역(성악 부문 전군 대표로 해외 순회 연주)
- 1998년 10월 1일 - 건군 제50주년 호국가요제 대상(해군군악대 김승일외 대원들 중창)
- 2001년 - 한양대 성악과 중퇴
- 2010년 12월 4일《SBS스타킹192회》목청킹 선발 대회 출연'
- 2011년 7월 17일 - 제63회 제헌절 기념식 애국가 연주 (국회 로텐더홀)
- 2011년 11월 ~ 현재 : 대한적십자사 홍보대사
- 2012년 3월 한양대 성악과 2학년 복학
- 2012년 9월 정규1집 앨범 <마이 스토리> 출시 - 네순도르마 등 10곡 수록
- 2013년 2월 2일 《SBS스타킹300회 특집》출연
- 2013년 3월 한양대 성악과 휴학
- 2014년 3월 한양대 성악과 복학

## 음반
- 2012년 9월 정규 1집 《마이 스토리(My Story)》(PS미디어, 2012) - 분류(클래식>크로스오버)

## 주요 공연
- 2011.04.24 김승일의 내생애 첫 번째 공연 - 경기도 문화의 전당 행복한 대극장 (1600석 전석 매진)
- 2011.11.05 테너 김승일의 초대(독창회) - 올림푸스홀
- 2012.01.06 KBS 2012 신년음악회(대통령 내외 참석) - 예술의전당 콘서트홀
- 2012.02.24 '더클래식(조영남)' 특별 게스트 출연 - 예술의 전당 오페라극장
- 2012.05.09 더 클래식 경남(김해) - 김해 문화의 전당 마루홀
- 2012.05.10 더 클래식 경남(창원) - 3.15아트센터 대극장
- 2012.05.11 더 클래식 경남(거제) - 거제문화예술회관 대극장(KNN창사 17주년 기념)
- 2012.10.06 폴포츠내한공연(포항) 협연 - 경북학생문화회관 대강당
- 2012.12.11~2012.12.12 크렌쇼콰이어 송년음악회 - 세종문화회관 대극장
- 2012.12.15 크렌쇼콰이어 송년음악회(고양) - 고양아람누리아람음악당 하이든홀

## 참고 자료
- SBS 놀라운 대회 스타킹 홈페이지 '192회 프로그램 정보 및 다시보기 방송 내용' 보관됨 2016-03-04 - 웨이백 머신
- 한국의 폴포츠 김승일씨 세계 무대 진출 국민일보 기사 2012.06.21
- 스타킹 김승일, 해군 군악대 해외 공연도 '효민-강호동 눈물'[깨진 링크(과거 내용 찾기)] 뉴스엔 기사 2011.01.08
- 야식배달부 김승일과 폭풍피처링 차지연의 애국가 경향신문 기사 2011.07.17
- 야식배달부 김승일 첫 콘서트 전석 매진 연합뉴스 기사 2011.4.15
- 희망찬 새해 '평화와 화합을 기원하는 2012 신년음악회 개최 나눔뉴스 기사 2012.01.05
- 한국의 폴포츠 김승일 예술의 전당 무대에 섰다.[깨진 링크(과거 내용 찾기)] 티비 데일리 기사 2012.02.25